# Borboleta-amarela
Borboleta-amarela (Phoebis philea philea), ou borboleta-gema ou borboleta-de-bando, é nome dado, no Brasil, a diversas borboletas gregárias, da família dos pierídeos, de coloração amarela, e encontradas no continente americano, dos EUA à Argentina. Atinge até nove centímetros, contando a envergadura das asas.
Apresenta voo rápido, do chão a copas das árvores, habitando jardins, matas e próximo de lagos e riachos.
Os machos da borboleta-amarela sugam o barro, aproveitando os sais minerais dissolvidos na água. As fêmeas alimentam-se com o néctar das flores.
Reproduz-se colocando ovos em botões florais ou folhas jovens de vegetais do gênero Cassia, como a chuva-de-ouro, mata-pasto e mangueiroba.
Os pássaros são seus predadores naturais.

## Galeria de imagens

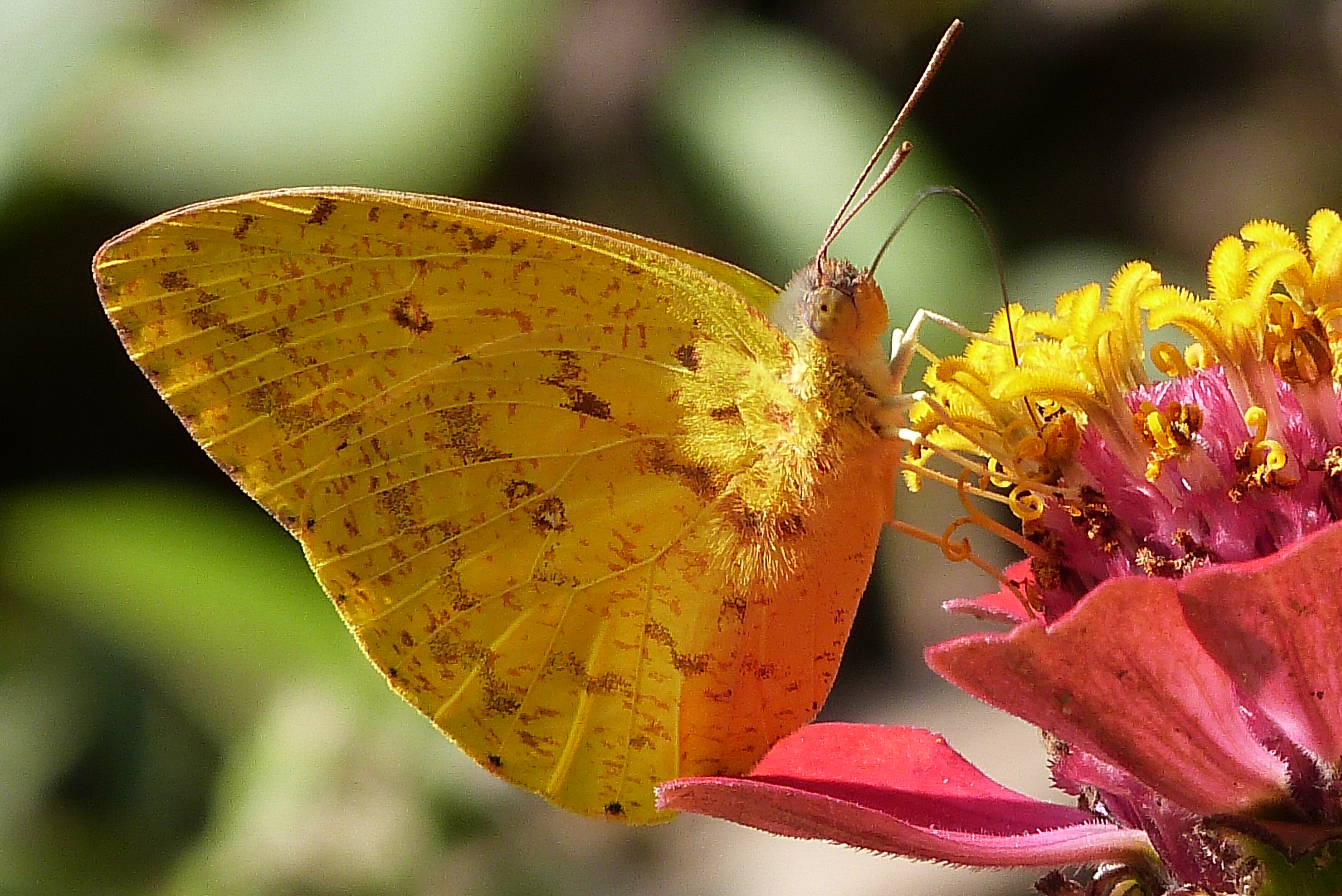